# チキン・カラヒ
チキン・カラヒ（チキンの代わりにヤギや仔羊肉を使用した場合はゴート・カラヒと呼ばれる）またはカダイ・チキンは、スパイシーな味で知られるインド亜大陸の料理。北インド料理とパキスタン料理で有名である。パキスタンでは唐辛子や玉ねぎが使われないが、北インドでは唐辛子が使用されている。この料理はカラヒで調理される。料理を準備して調理するのに30〜50分かかる場合があり、後で供するために保存することができる。ナン、ロティ、ライスとともに食される。この料理は、インド料理とパキスタン料理の特徴的な一皿である。 